# Форель струмкова
Форель струмкова, пструг, струг (Salmo trutta) — вид надзвичайно цінної риби з родини лососевих.

## Опис
Риба має товсте видовжене тіло, на хвостовій частині якого є невеликий, без променів жировий плавець. Тіло зеленувато-коричневе. На спині, на жовтувато-сірих плавцях розкидані численні червоні, чорні та білі «пістряві» плями, завдяки яким ця риба отримала своє ім'я. Залежно від умов середовища забарвлення змінюється.

## Спосіб життя
Належить до холодноводних риб. Він віддає перевагу швидким річкам з чистою водою, багатою на кисень, належить до реофілів. У спеку риба тримається поблизу джерел або забирається під камені, корчі, де впадає в заціпеніння, не живиться. Навесні та влітку основними компонентами її живлення є комахи та їхні личинки; восени, коли зникають жуки, мухи, коники та інші комахи, вона споживає риб, найчастіше мересницю, що майже завжди живе поруч з ним. Найінтенсивніше риба споживає корм рано-вранці та ввечері.
Темп росту залежить від умов навколишнього середовища. Наприклад, в умовах Закарпаття довжина цьоголітка пструга в річці досягає близько 8 см, в озері — близько 11 см; шестирічні риби в річці мають довжину 35 см, в озері — понад 46 см. Маса їх відповідно в річці 310 г, в озері 890 г. Пструг струмковий може досягати зрідка довжини близько 60 см.

## Розмноження
Нереститься пізно восени, переважно в жовтні-листопаді на ділянках зі швидкою течією, де дно кам'янисте або вкрите галькою. Самиця будує з гальки гніздо, куди відкладає ікру. Після запліднення ікри, вона загортає гніздо. Зародки розвиваються під шаром ґрунту, який промивається водою, до наступної весни. У квітні-травні з'являються мальки. За тривалий час інкубації багато ембріонів гине, саму ікру знищують риби-плідники, а також харіуси, миньки. Плодючість пструга струмкового невелика. Наприклад, у самиць, маса яких приблизно 125 г, вона коливається від 230 до 595 ікринок.

## Господарське значення
Має ніжне, смачне, рожевого кольору м'ясо і високо ціниться як делікатесний продукт. Промислового значення вона не має через свою малу чисельність, тому на відтворення її запасів давно звернули увагу. В Україні пструга струмкового розводять у гірських річках Карпат, де створено понад 20 заводів відтворення запасів цієї цінної риби.
Розведення пструга започаткувало ставкове рибництво. Поширення пструга струмкового в українських водоймах зумовлене наявністю прохолодних, чистих і прозорих вод зі швидкою течією й кам'янистим дном. Такі умови є у верхів'ях Пруту, Черемошу, Серету, Стрия, Дністра та його приток Свіча і Лімниця, у Тисі, Тересві, Тереблі, Ріці, а також у гірських річках Криму.